# Caldwell Parish
Caldwell Parish is een parish in de Amerikaanse staat Louisiana.
De parish heeft een landoppervlakte van 1.371 km² en telt 10.560 inwoners (volkstelling 2000). De hoofdplaats is Columbia.

## Bevolkingsontwikkeling

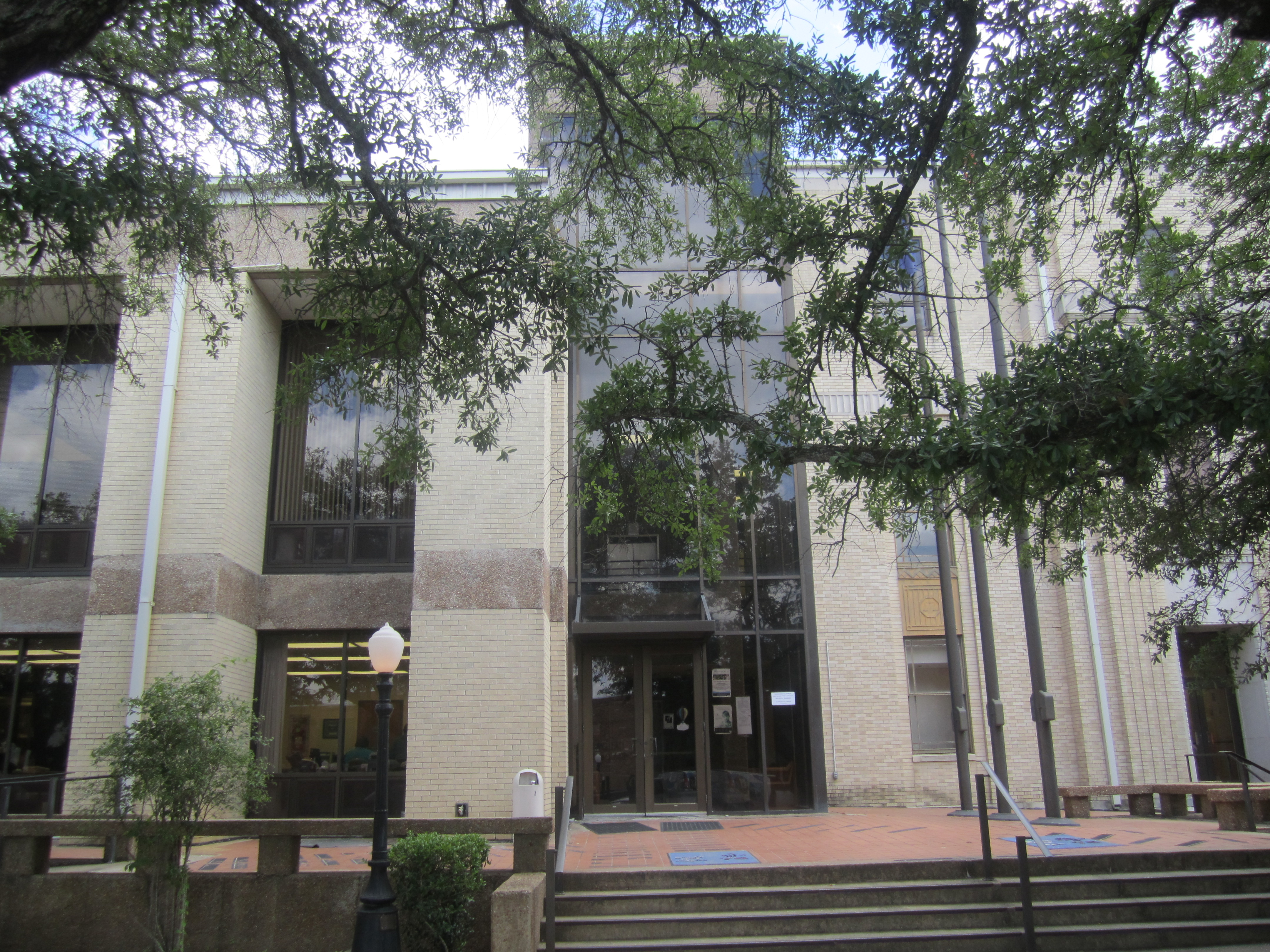
Caldwell Parish Courthouse